# Новосадки
Новоса́дки (бел. Навасадкі) — деревня в Кобринском районе Брестской области Белоруссии. Входит в состав Хидринского сельсовета.
По данным на 1 января 2016 года население составило 5 человек в 4 домохозяйствах.

## География
Деревня расположена на западном берегу реки Тростяница, в 19 км к юго-западу от города и станции Кобрин, в 57 км к востоку от Бреста, у автодороги М12 Кобрин-Мокраны.

## История
Населённый пункт известен с 1709 года. В разное время население составляло:
- 1999 год: 18 хозяйств, 21 человек;
- 2005 год: 8 хозяйств, 9 человек;
- 2009 год: 8 человек;
- 2016 год[2]: 4 хозяйства, 5 человек;
- 2019 год[1]: 7 человек.